# My My My!
«My My My!» es una canción del cantante y compositor australiano Troye Sivan. Fue escrita por Sivan, Leland, Oscar Görres y James Alan Ghaleb, con producción manejada por Görres. La canción fue lanzada a través de Universal Music Australia el 10 de enero de 2018, como el primer sencillo de su próximo segundo álbum de estudio.

## Antecedentes y promoción
Sivan colaboró con Spotify para promocionar el sencillo. El 4 de enero de 2018, se burló de la canción en las redes sociales publicando un video en blanco con la palabra "mi" titilando en la pantalla. Un día después, publicó una foto de una cartelera con la marca Spotify en Times Square, que presenta una foto en blanco y negro de su rostro y las palabras "6 días", que revela la fecha de lanzamiento de la canción. El 8 de enero de 2018, dio a conocer la obra de arte oficial de la canción y se burló del video musical al día siguiente. En el corto clip monocromo, se lo puede ver posando contra el viento en un almacén abandonado. "My My My!' es una canción de liberación, libertad y amor. Tira toda inhibición al viento, sé presente en tu cuerpo, ama de todo corazón, muévete como siempre has deseado, y baila como te sientes, con suerte incluso con esta canción, "Sivan declaró en un comunicado de prensa. Reveló en una entrevista con Zane Lowe en Beats 1 que su relación con el modelo Jacob Bixenman inspiró la actitud optimista expresada a lo largo de la canción. "Estaba buscando esa exhalación de alivio", le dijo Sivan a Lowe, y finalmente aterrizó en "Oh My My" para resumir sus sentimientos de libertad. En una entrevista con Paper, Leland, coguionista de esta canción y colaborador de Sivan durante mucho tiempo, dijo sobre el proceso de creación de la canción: "Había volado a Estocolmo para escribir con Troye durante la semana. escribió 'My My My!' Fue un día lluvioso y sombrío. Nos encontramos en el lobby del hotel, tomamos café para llevar, e hicimos el paseo de 15 minutos hasta el estudio. Esos paseos hacia y desde el estudio se convirtieron en un momento tan sagrado para nosotros. En el estudio, hablamos sobre lo que nos inspira y, en la parte posterior, reflexionamos sobre la canción que habíamos escrito y, por lo general, la reproducimos en uno de nuestros parlantes para iPhone. También obtuvimos sopa el día en que escribimos 'My My My!' y estaba delicioso."

## Recepción crítica
Raisa Bruner de Time sintió que la canción "se basa en el estilo de canciones sofocadas y bailadas de Sivan". Pitchfork's Jamieson Cox nombró a la canción como "una de las primeras grandes canciones de 2018". Katie Anastas de NPR también elogió la actuación de Sivan, calificándola de una "celebración contagiosa del deseo sexual" y "su más confiada, claramente divirtiéndose con su imagen más atrevida y sexy", y que se había establecido a sí mismo como un "ícono confiado y sin complejos". . Jeff Benjamin de Fuse encuentra que Sivan "adopta sonidos más electrónicos con una producción de electro-pop-club rechinadora y glitchy que se siente como una graduación de la mezcla de música electrónica, pop y R & B en su álbum Blue Neighborhood". Mike Nied de Idolator llamó a la canción "un ritmo medio romántico", y escribió que "la vibración soñadora y la producción feroz podrían generar un gran éxito de radio". Justin Moran de Paper ve "un cambio optimista en el tono del trabajo de Sivan" en la pista, en comparación con las canciones del álbum debut del cantante, como "Talk Me Down" y "Suburbia".

## Video musical
El video musical que lo acompañaba fue dirigido por Grant Singer, con una advertencia al principio: "Este video puede contener desencadenantes de ataques para las personas con epilepsia fotosensible. Se recomienda la discreción del espectador". En lo visual, Sivan baila en medio de un almacén vacío y calles vacías de la ciudad. En el medio del video musical, Sivan se une a un grupo de hombres sin camisa en el interior, que incluye a la estrella porno y modelo Brody Blomqvist. Katie Anastas de WUWM opinó que el video musical de esta canción "deja atrás los colores suaves y las imágenes inocentes de sus videos de 2015 y muestra un ícono confiado y sin complejos".

## Presentaciones en vivo
El 11 de enero de 2018, NBC anunció que Sivan hará su debut como invitado musical en Saturday Night Live el 20 de enero de 2018. Sivan interpretaría la canción en vivo por primera vez.

## Certificaciones
| País   | Organismo certificador | Certificación | Ventas certificadas | Ref.  |
| ------ | ---------------------- | ------------- | ------------------- | ----- |
| México | AMPROFON               | Oro           | 30,000              | [ 4 ] |